# Karl Haffer
Karl Haffer (n. 2 octombrie 1912, data și locul decesului necunoscute) a fost un handbalist de etnie germană care a jucat pentru echipa națională a României. Haffer a fost component al selecționatei în 11 jucători a României care s-a clasat pe locul al cincilea la Olimpiada din 1936, găzduită de Germania. El a jucat în toate cele trei meciuri disputate de România.
În 1938, Karl Haffer s-a aflat în lotul selecționatei în 11 jucători a României care s-a clasat pe locul 5 la Campionatul Mondial de Handbal de câmp din Germania. Karl a fost fratele lui Fritz Haffer, membru și el al naționalei României care a participat la Olimpiada de la Berlin.
La nivel de club, Karl Haffer a fost component de bază al echipei Hermannstädter Turnverein(de) (Societatea de Gimnastică Sibiu) din Sibiu.